# Chromodoris roseopicta
Chromodoris roseopicta är en snäckart som först beskrevs av Addison Emery Verrill 1900.  Chromodoris roseopicta ingår i släktet Chromodoris och familjen Chromodorididae. Inga underarter finns listade i Catalogue of Life.